# Authentieke Partij van de Mexicaanse Revolutie
De Authentieke Partij van de Mexicaanse Revolutie (Spaans: Partido Auténtico de Revolución Mexicana, PARM) was een Mexicaanse politieke partij.
De partij is opgericht in 1954 door Jacinto B. Treviño en andere militairen uit onvrede met het beleid van de Institutioneel Revolutionaire Partij (PRI). Ze meenden dat de PRI de idealen van de Mexicaanse Revolutie verkwanseld had. Daarom is de PARM een links-nationalistische partij. Aangezien veel gepensioneerde generaals zich aansloten bij de PARM werd de partij in de volksmond wel het 'bejaardentehuis voor generaals' genoemd. De partij was het sterkst aanwezig in Tamaulipas, Nuevo León, Jalisco en het Federaal District.
Hoewel de PARM nooit meer dan tien procent van de stemmen heeft weten te halen, was het wel gedurende lange tijd een van de weinige partijen die naast de PRI, die Mexico feitelijk als eenpartijstaat bestuurde, in de kamer van afgevaardigden vertegenwoordigd was. De PARM functioneerde als 'satellietpartij' van de PRI; de partij steunde doorgaans de PRI-presidentskandidaten in ruil voor parlementaire vertegenwoordiging. In 1982 wist de partij geen zetels te halen en verloor het haar erkenning, maar die wist het in 1984 te herkrijgen.
In 1988 brak de PARM definitief met de PRI. In dat jaar steunde de partij de kandidatuur van Cuauhtémoc Cárdenas. Cárdenas, die de PRI had verlaten, voerde het Nationaal Democratisch Front (FDN), een coalitie van linkse partijen aan. Omdat geen van deze partijen officieel erkend was dreigde Cárdenas zich geen kandidaat te kunnen stellen. De PARM besloot echter Cárdenas als presidentskandidaat te steunen. Hij verloor de verkiezingen uiteindelijk aan PRI-kandidaat Carlos Salinas, volgens velen na grootschalige fraude.
Na de verkiezingen brak de PARM met Cárdenas en ging niet op in diens nieuwe Partij van de Democratische Revolutie (PRD). Sindsdien ging het bergafwaarts met de PARM. In de verkiezingenvan 1994 raakte de partij haar laatste zetels en daarmee haar herkenning kwijt. De partij wist in 1999 voor de laatste keer haar erkenning te herkrijgen. PARM-kandidaat Porfirio Muñoz Ledo haalde bij de presidentsverkiezingen van 2000 nog slechts 0,43% van de stemmen, waarna de PARM definitief ophield te bestaan.

## Presidentskandidaten
- 1958: Adolfo López Mateos
- 1964: Gustavo Díaz Ordaz
- 1970: Luis Echeverría Álvarez
- 1976: José López Portillo
- 1982: Miguel de la Madrid
- 1988: Cuauhtémoc Cárdenas
- 1994: Álvaro Pérez Treviño
- 2000: Porfirio Muñoz Ledo

## Partijvoorzitters
- 1957-1974: Juan G. Barragán
- 1974-1982: Carlos Cantú Rosas
- 1984-1994: Rosa María Martínez Denegri
- 1999-2000: Carlos Guzmán Pérez

PAN · PRI · PVEM · PT · MC · Morena